# Equiscomponibilità
In matematica, l'equiscomponibilità è una relazione riguardante figure geometriche come superfici o solidi: si dicono figure equiscomponibili due figure che si possono suddividere in sequenze di parti mutuamente congruenti.
In particolare se {\displaystyle P_{1}} e {\displaystyle P_{2}} sono due regioni poligonali equiscomponibili e se denotiamo con {\displaystyle A} la funzione area si ha 
{\displaystyle A(P_{1})=A(P_{2}),}
infatti ciascuna delle due aree viene fornita dalla somma delle aree delle parti in cui si può suddividere e le due somme presentano addendi uguali.
Similmente se {\displaystyle R_{1}} ed {\displaystyle R_{2}} sono due regioni poliedrali equiscomponibili e se denotiamo con {\displaystyle V} la funzione volume si ha 
{\displaystyle V(R_{1})=V(R_{2}).}
Chiaramente l'equiscomponibilità è una relazione riflessiva, simmetrica e transitiva, cioè una relazione di equivalenza.
Essa è una relazione molto più estesa della congruenza fra figure piane e solide. Essa viene utilizzata spesso per il calcolo di aree e volumi, ad esempio in varie dimostrazioni del teorema di Pitagora.